# Alberto Jori
Alberto Jori (Mantova, Itália, 1962) é um filosofo político especializado no estudo da política comparada. 